# Martina Tresch
Martina Tresch (* 10. Juni 1989) ist eine Schweizer Langstreckenläuferin. Sie hielt eine Zeitlang den Schweizer Rekord über 3000 Meter Steeple.
An den Leichtathletik-U23-Europameisterschaften 2011 in Ostrava belegte sie über 3000 Meter Steeple den fünften Rang mit neuem Schweizer Rekord (9:51,96 min).
Tresch startet für den LAC TV Unterstrass. Sie stammt aus dem Zürcher Oberland, aber lebt und studiert momentan in den USA.

## Erfolge
- 2008: 3. Rang Schweizer Meisterschaften 5000-Meter-Lauf
- 2009: 2. Rang Schweizer Meisterschaften 5000-Meter-Lauf; 3. Rang Schweizer Hallenmeisterschaften 3000-Meter-Lauf
- 2011: 5. Rang U23-Europameisterschaften 3000 Meter Steeple

| Personendaten    | Personendaten                  |
| ---------------- | ------------------------------ |
| NAME             | Tresch, Martina                |
| KURZBESCHREIBUNG | Schweizer Langstreckenläuferin |
| GEBURTSDATUM     | 10. Juni 1989                  |